# Современная иудаизация мира, или Еврейский вопрос в XX столетии
«Современная иудаизация мира, или Еврейский вопрос в XX столетии» — монография лидера Всероссийской фашистской партии К. В. Родзаевского, написанная им в эмиграции и изданная в Харбине в 1943 году.

## Содержание
Монография подразделена на четыре части и содержит 158 глав:
1. «Путешествие вокруг света» (политическая география — видение автором географии стран мира с точки зрения присутствия в них евреев и степени их влияния в той или иной стране) — содержит 41 главу;
2. «Экскурсия в историю» (видение автором истории евреев) — содержит 68 глав;
3. «Всемирное еврейское интергосударство» (видение автором организации еврейских общин в странах мира) — содержит 18 глав;
4. «Решение нашей судьбы» (мнение автора о современных ему событиях в мире, их скрытых двигателях и последствиях еврейской политики) — содержит 31 главу.

Книга разделена на 4 части, первые две касаются истории и политики и названы соответственно «политическая история» — новая история людей, идей и движений с точки зрения участия в ней евреев, и «политическая география» — рассмотрение политической карты мира с точки зрения участия евреев в государственном руководстве. Они обе предназначены для демонстрации читателю исторического захвата евреями основных позиций в политической, экономической и культурной жизни стран, и в некоторых из них — наоборот, освобождения от такого захвата, что должно стать примером будущего для всех народов. Такая иудаизация, по мнению Родзаевского, шла по нарастающей с 1900 по 1930, и в конечном итоге США стала мировым центром иудейства.
Третья часть труда посвящена «интергосударству», это некое невидимое, мощное и зловещее государство, созданное евреями как межгосударственное образование, живущее за счёт других государств, и граждане их даже не подозревают об этом. По характеристике, данной С. Эфировым, эта часть труда даже в большей степени не имеет отношения к реальности, вплоть до полной фантазии.
Последняя, четвёртая часть содержит мысли автора о текущих событиях в мире и тех перспективах, которые возможны для развития ситуации. Так, в соответствии с ними, фашизм — это та сила, которая создаст такую ситуацию своим строем, при которой евреям делать нечего. По мнению Родзаевского, Муссолини смог сплотить труд и капитал в одном строе, а Гитлер разрешил противоречия национализма и социализма и освободил Европу от ига иудеев — самого страшного ига в истории человечества, и это должно быть распространено на Японию, а потом и Россию. Поэтому у русского фашизма есть своя особенность: он предназначен для освобождения народа от коммунистического зажима (а у европейского — дисциплинировать народные массы). В нём также есть и акцент на тесные взаимоотношения с православием (лозунг — «Бог, Нация, Труд»).

### Критика
Монография как до издания в Российской Федерации (рукопись находится в материалах следственного дела в отношении Родзаевского), так и после этого подвергалась критике со стороны правозащитников и историков. Так, С. Клешов в послесловии к книге «Звезда и свастика: Большевизм и русский фашизм» заметил, что в данной работе Родзаевский возвеличил «опыт» итальянских и германских фашистов, что было особо цинично, потому что гитлеровцы к тому времени (1943) уже оставили свой кровавый след на российской земле.
С. Эфиров, главный научный сотрудник Института социологии РАН, охарактеризовал труд как типичный образец фашистской литературы, и даже несмотря на то, что вышел из под пера автора он довольно давно, труд вполне может выступать пособием для неонацистов — наших современников. Это происходит от того, что монография содержит квинтэссенцию фашистских идей, центральным стержнем которым является параноидальная антисемитская мифология. Труд представляет собой смесь различных направлений фашизма, итальянского и немецкого, с дополнением православия, и особым взглядом фашизма на историю и политическую ситуацию первой половины XX века, но в то же время это не просто компиляция, не вторичная работа, она имеет аспект специфической русской проблематики. В то же время, публицист Денис Садов в своей рецензии излагает мнение, что, пытаясь создать новое национальное движение, Родзаевский со товарищи использовали опыт и европейских соратников, и черносотенцев, и даже большевиков. Собрать из столь разных кусков свой оригинальный стиль не получилось. Как раз неоригинальность движения русского фашизма, возглавляемого Родзаевским, привела к его провалу.

## Публикации
В 2001 году монография была издана издательством ФЭРИ-В в сборнике под названием «Завещание русского фашиста». Помимо указанной монографии, в сборник были включены «Азбука фашизма», составленная под редакцией и с дополнениями К. В. Родзаевского, опубликованная в Харбине в 1934 году представляющая собой 100 ответов на 100 вопросов о фашизме (в конце работы помещен гимн ВФП); партийные документы (Программа ВФП; утверждена 3 июля 1935 года в Харбине), а также утверждённые Верховным Советом ВФП 25 октября 1936 года положения: «О партийном приветствии» № 69, «О партийном Флаге ВФП» № 71, «О Национальном Флаге и Гимне» № 73, «О партийном значке» № 67, «О Партийном Знамени» № 72, «О партийной форме и иерархических знаках» № 68 (с приложением — таблицей иерархических знаков), «О религиозном значке» № 65); две статьи А. А. Широпаева: «Голос русской правды» и «Русский из будущего», а также документы, касающиеся попытки реабилитации Родзаевского: заявление от 4 октября 1997 года о реабилитации К. В. Родзаевского, Л. П. Охотина и др., определение Военной коллегии Верховного Суда Российской Федерации № 043/46 от 26 марта 1998 года об отказе в реабилитации К. В. Родзаевского, Л. П. Охотина и др., а также ответ из Главной военной прокуратуры о законности указанного определения.
Прочитав указанную книгу, режиссёр Розовский поставил спектакль «Харбин-34».

### Запрет в России
11 октября 2010 года решением Центрального районного суда города Красноярска книга «Завещание русского фашиста» была признана в РФ экстремистским материалом, и книга была внесена в Федеральный список экстремистских материалов (№ 861).